# 药洲遗址
药洲遗址位于中国广东省广州市越秀区北京街道流水井社区教育路80号（南方戏院侧），又名九曜园。
五代南汉乾亨三年（919年），南汉开国皇帝刘岩在今西湖路、教育路一带，利用原来的天然池沼凿长湖五百丈(约合今1600米)，史称西湖。湖中建洲，在此炼丹求仙药，故称药洲。湖中有瑰奇怪石九块，称为九曜石。湖区狭长呈南北走向，北至中山五路，南达惠福东路。沿湖有亭、楼、馆、榭，风景甚美。1949年药洲遗址的面积只剩2000多平方米，其中湖水面积仅440平方米，存太湖山石8座。1988年开始维修药洲遗址，将埋于地下的景石提升，并向西拓展恢复部分湖面。1993年重新设计建造了仿五代风格的门楼和碑廊。门楼面阔三间7米，进深两间4.8米，悬山顶。1989年公布为广东省文物保护单位。